# Mühlenbach (Nette)
Der Mühlenbach ist ein linkes Nebengewässer der Nette im niederrheinischen Kreis Viersen.
Der Mühlenbach hat seine Quellen Am Mühlenbach, im Ortsteil Börholz, in der Gemeinde Brüggen. Der Bach mit einer Länge von 5,6 km fließt in nordöstlicher Richtung und dient neben der Ableitung des Quellwassers auch der Oberflächenentwässerung, sowie dem Hochwasserschutz bei Eis- und Schneeschmelze. Er durchfließt die Ortsteile Bruckrath, Furth, Pieper und Speck und biegt dann in nördlicher Richtung nach Berg und Metgesheide ab. Das Gewässer fließt durch Breyell, unterquert die Bahnlinie und die Bundesautobahn 61 und vereinigt sich in der Nähe des Quellensees mit dem Nattergraben. Von dort aus verläuft der Bach im Ferkesbruch entlang des Seeuferweges und mündet dann in der Nähe der Fischtreppen zum Ferkensbruch in die Nette.
Die Pflege und Unterhaltung des Gewässers obliegt dem Netteverband, der in Nettetal seinen Sitz hat.

## Mühlen
Der Mühlenbach versorgte die nachfolgenden Mühlen mit Wasser:
- Weiher Mühle in der Nähe vom Quellensee in Nettetal-Breyell
- Specker Mühle in Ortsteil Schaag der Stadt Nettetal